# (5983) Praxitèle
(5983) Praxitèle, désignation internationale (5983) Praxiteles, est un astéroïde de la ceinture principale.

## Description
(5983) Praxitèle est un astéroïde de la ceinture principale. Il fut découvert par Cornelis Johannes van Houten et Tom Gehrels le 29 septembre 1973 à l'observatoire Palomar. Il présente une orbite caractérisée par un demi-grand axe de 2,8 UA, une excentricité de 0,131 et une inclinaison de 9,06° par rapport à l'écliptique.
Il fut nommé en hommage à Praxitèle, sculpteur athénien  (370-325 av. J.-C.).

## Compléments